# دالهارت
دالهارت (بالإنجليزية: Dalhart)‏ هي مدينة أمريكية تقع في ولاية تكساس.تبلغ مساحة هذه المدينة 11.1 (كم²)،ويبلغ عدد سكانها 7237 نسمة حسب إحصاء سنة 2010 م. تشير إحصاءات سنة 2000م بأن الكثافة السكانية في هذه المدينة تقدر بـ(651) نسمة/كم2.

## التركيبة السكانية
حدّد مكتب تعداد الولايات المتحدة بيانات التركيبة السكانية لدالهارت في تعداد الولايات المتحدة. في ما يلي، التركيبة السكانية حسب تعدادي 2000 و2010.

### تعداد عام 2000
بلغ عدد سكان دالهارت 7,237 نسمة بحسب تعداد عام 2000، وبلغ عدد الأسر 2,779 أسرة وعدد العائلات 1,940 عائلة مقيمة في المدينة. في حين سجلت الكثافة السكانية 583.2 نسمة لكل كيلومتر مربع (1,510.5/ميل2). وبلغ عدد الوحدات السكنية 3,101 وحدة بمتوسط كثافة قدره 249.9 لكل كيلومتر مربع (647.2/ميل2).
وتوزع التركيب العرقي للمدينة بنسبة 85.44% من البيض و1.46% من الأمريكيين الأفارقة و0.79% من الأمريكيين الأصليين و0.32% من الأمريكيين ذوي الأصول الآسيوية و0.01% من سكان جزر المحيط الهادئ و9.96% من الأعراق الأخرى و2.02% من عرقين مختلطين أو أكثر و22.80% من الهسبانيون أو اللاتينيون من أي عرق.
بلغ عدد الأسر 2,779 أسرة كانت نسبة 39.4% منها لديها أطفال تحت سن الثامنة عشر تعيش معهم، وبلغت نسبة الأزواج القاطنين مع بعضهم البعض 55.7% من أصل المجموع الكلي للأسر، ونسبة 9.6% من الأسر كان لديها معيلات من الإناث دون وجود شريك، بينما كانت نسبة 4.5% من الأسر لديها معيلون من الذكور دون وجود شريكة وكانت نسبة 30.2% من غير العائلات. تألفت نسبة 26.8% من أصل جميع الأسر من عدة أفراد يعيشون في نفس المنزل ونسبة 12.3% كانت تتألف من شخص يعيش بمفرده يبلغ من العمر 65 عاماً أو أكثر. وبلغ متوسط حجم الأسرة المعيشية 2.57، أما متوسط حجم العائلات فبلغ 3.12.
بلغ العمر الوسطي للسكان 33.8 عاماً. وكانت نسبة 29.7% من القاطنين تحت سن الثامنة عشر، وكانت نسبة 7.6% بين الثامنة عشر والرابعة والعشرين عاماً، ونسبة 27.6% كانت واقعةً في الفئة العمرية ما بين الخامسة والعشرين والرابعة والأربعين عاماً، ونسبة 21.7% كانت ما بين الخامسة والأربعين والرابعة والستين، ونسبة 12.2% كانت ضمن فئة الخامسة والستين عاماً فما فوق. يوجد لكل 100 أنثى 96.0 ذكر، ويوجد لكل 100 أنثى في الثامنة عشر من عمرها فما فوق 94.2 ذكر.
بلغ متوسط دخل الأسرة في المدينة 30,897 دولارًا، أما متوسط دخل العائلة فبلغ 39,193 دولارًا. وكان متوسط دخل الذكور 29,521 دولارًا مقابل 19,899 دولارًا للإناث. وسجل دخل الفرد الخاص بالمدينة 16,530 دولارًا. وكانت نسبة 8.5% من العائلات ونسبة 11.8% من السكان تحت خط الفقر، وكان من هؤلاء نسبة 13.4% تحت سن الثامنة عشر ونسبة 19.5% في الخامسة والستين من العمر وما فوق.

### تعداد عام 2010
بلغ عدد سكان دالهارت 7,930 نسمة بحسب تعداد عام 2010، وبلغ عدد الأسر 2,957 أسرة وعدد العائلات 2,093 عائلة مقيمة في المدينة. في حين سجلت الكثافة السكانية 639 نسمة لكل كيلومتر مربع (1,655.0/ميل2). وبلغ عدد الوحدات السكنية 3,302 وحدة بمتوسط كثافة قدره 266.1 لكل كيلومتر مربع (689.2/ميل2).
وتوزع التركيب العرقي للمدينة بنسبة 84.05% من البيض و1.22% من الأمريكيين الأفارقة و0.93% من الأمريكيين الأصليين و0.68% من الأمريكيين ذوي الأصول الآسيوية و0.10% من سكان جزر المحيط الهادئ و10.49% من الأعراق الأخرى و2.52% من عرقين مختلطين أو أكثر و34.01% من الهسبانيون أو اللاتينيون من أي عرق.
بلغ عدد الأسر 2,957 أسرة كانت نسبة 38.7% منها لديها أطفال تحت سن الثامنة عشر تعيش معهم، وبلغت نسبة الأزواج القاطنين مع بعضهم البعض 55.9% من أصل المجموع الكلي للأسر، ونسبة 10.6% من الأسر كان لديها معيلات من الإناث دون وجود شريك، بينما كانت نسبة 4.3% من الأسر لديها معيلون من الذكور دون وجود شريكة وكانت نسبة 29.2% من غير العائلات. تألفت نسبة 25.2% من أصل جميع الأسر من عدة أفراد يعيشون في نفس المنزل ونسبة 10.7% كانت تتألف من شخص يعيش بمفرده يبلغ من العمر 65 عاماً أو أكثر. وبلغ متوسط حجم الأسرة المعيشية 2.64، أما متوسط حجم العائلات فبلغ 3.18.
بلغ العمر الوسطي للسكان 34.9 عاماً. وكانت نسبة 28.9% من القاطنين تحت سن الثامنة عشر، وكانت نسبة 8.2% بين الثامنة عشر والرابعة والعشرين عاماً، ونسبة 27.5% كانت واقعةً في الفئة العمرية ما بين الخامسة والعشرين والرابعة والأربعين عاماً، ونسبة 23% كانت ما بين الخامسة والأربعين والرابعة والستين، ونسبة 12.4% كانت ضمن فئة الخامسة والستين عاماً فما فوق. وتوزع التركيب الجنسي للسكان بنسبة 50.3% ذكور و49.7% إناث.

## المناخ
يظهر الجدول التالي التغييرات المناخية على مدار السنة لدالهارت:
| البيانات المناخية لـدالهارت                 | البيانات المناخية لـدالهارت | البيانات المناخية لـدالهارت | البيانات المناخية لـدالهارت | البيانات المناخية لـدالهارت | البيانات المناخية لـدالهارت | البيانات المناخية لـدالهارت | البيانات المناخية لـدالهارت | البيانات المناخية لـدالهارت | البيانات المناخية لـدالهارت | البيانات المناخية لـدالهارت | البيانات المناخية لـدالهارت | البيانات المناخية لـدالهارت | البيانات المناخية لـدالهارت |
| الشهر                                       | يناير                       | فبراير                      | مارس                        | أبريل                       | مايو                        | يونيو                       | يوليو                       | أغسطس                       | سبتمبر                      | أكتوبر                      | نوفمبر                      | ديسمبر                      | المعدل السنوي               |
| ------------------------------------------- | --------------------------- | --------------------------- | --------------------------- | --------------------------- | --------------------------- | --------------------------- | --------------------------- | --------------------------- | --------------------------- | --------------------------- | --------------------------- | --------------------------- | --------------------------- |
| الدرجة القصوى °ف (°م)                       | 82 (28)                     | 88 (31)                     | 90 (32)                     | 96 (36)                     | 102 (39)                    | 110 (43)                    | 107 (42)                    | 106 (41)                    | 103 (39)                    | 96 (36)                     | 89 (32)                     | 82 (28)                     | 110 (43)                    |
| متوسط درجة الحرارة الكبرى °ف (°م)           | 49.6 (9.8)                  | 53.2 (11.8)                 | 61.0 (16.1)                 | 70.1 (21.2)                 | 78.7 (25.9)                 | 88.1 (31.2)                 | 91.5 (33.1)                 | 89.3 (31.8)                 | 82.1 (27.8)                 | 71.8 (22.1)                 | 59.1 (15.1)                 | 50.3 (10.2)                 | 70.4 (21.3)                 |
| متوسط درجة الحرارة الصغرى °ف (°م)           | 19.5 (−6.9)                 | 23.2 (−4.9)                 | 29.4 (−1.4)                 | 38.8 (3.8)                  | 49.0 (9.4)                  | 58.8 (14.9)                 | 63.4 (17.4)                 | 62.0 (16.7)                 | 53.7 (12.1)                 | 41.2 (5.1)                  | 28.7 (−1.8)                 | 21.1 (−6.1)                 | 40.7 (4.8)                  |
| أدنى درجة حرارة °ف (°م)                     | −21 (−29)                   | −19 (−28)                   | 0 (−18)                     | 16 (−9)                     | 25 (−4)                     | 37 (3)                      | 49 (9)                      | 48 (9)                      | 27 (−3)                     | 9 (−13)                     | −5 (−21)                    | −12 (−24)                   | −21 (−29)                   |
| الهطول إنش (مم)                             | 0.45 (11)                   | 0.42 (11)                   | 0.91 (23)                   | 1.13 (29)                   | 2.37 (60)                   | 2.23 (57)                   | 2.94 (75)                   | 2.60 (66)                   | 1.49 (38)                   | 1.25 (32)                   | 0.55 (14)                   | 0.48 (12)                   | 16.82 (427)                 |
| متوسط تساقط الثلوج إنش (سم)                 | 3.7 (9.4)                   | 3.3 (8.4)                   | 3.0 (7.6)                   | 0.8 (2.0)                   | 0.2 (0.51)                  | 0.0 (0.0)                   | 0.0 (0.0)                   | 0.0 (0.0)                   | 0.0 (0.0)                   | 0.4 (1.0)                   | 1.8 (4.6)                   | 3.3 (8.4)                   | 16.6 (42)                   |
| متوسط أيام هطول الأمطار (≥ 0.01 inch)       | 3                           | 3                           | 4                           | 5                           | 7                           | 7                           | 8                           | 8                           | 6                           | 4                           | 3                           | 3                           | 63                          |
| المصدر: The Western Regional Climate Center |                             |                             |                             |                             |                             |                             |                             |                             |                             |                             |                             |                             |                             |

## أعلام
- كيث ماكورماك
- فرانك نويل
- نيل أشبي
- مارلين هيكي
- جو كارتر